# Ministero dell'economia (Afghanistan)
Il Ministero dell'economia (in pashtu: وزارت اقتصاد افغانستان) è il dicastero del governo afghano deputato all'economia. L'attuale ministro è Din Mohammad Hanif.

## Elenco dei ministri dell'economia
| Ministro | Ministro               | Mandato        | Mandato      |
| Immagine | Nome                   | Inizio         | Fine         |
| -------- | ---------------------- | -------------- | ------------ |
|          | Mohammad Amin Farhang  | dicembre 2004  | marzo 2006   |
|          | Mohammad Jalil Shams   | marzo 2006     | gennaio 2010 |
|          | Anwar ul-Haq Ahadi     | gennaio 2010   | gennaio 2010 |
|          | Abdul Hadi Arghandiwal | gennaio 2010   | ?            |
|          | Mustafa Mastoor        | dicembre 2017  | agosto 2021  |
|          | Din Mohammad Hanif     | settembre 2021 | in carica    |